# Roderick Chisholm (remero)
Roderick Gregory Chisholm (Londres, Reino Unido, 19 de junio de 1974) es un deportista australiano que compitió en remo. Ganó una medalla de oro en el Campeonato Mundial de Remo de 2011, en la prueba de ocho con timonel ligero.

## Palmarés internacional
| Campeonato Mundial | Campeonato Mundial | Campeonato Mundial | Campeonato Mundial      |
| Año                | Lugar              | Medalla            | Prueba                  |
| ------------------ | ------------------ | ------------------ | ----------------------- |
| 2011               | Bled (Eslovenia)   | Medalla de oro     | Ocho con timonel ligero |